# Slack (Zeitschrift)
slack ist ein deutschsprachiges Boardsport-Magazin.

## Inhalte
slack ist ein Magazin, das sich mit der Welt des Boardsports befasst. Dazu gehören neben den Kernsportarten Surfen, Skateboarden und Snowboarden auch Themen der dazugehörigen Mode, Musik und Kultur. Im Mittelpunkt steht die Lebensart der Menschen, die in diesen Welten leben.

## Geschichte
slack wurde 2005 vom b&d Verlag in Hamburg gegründet. Anfang 2007 wurden die Markenrechte an die pulse publishing GmbH übertragen. Herausgeber ist Wolfgang Block, Chefredakteure sind Wolfgang Block und Agi Habryka.

## Verkaufspreis
Der Einzelverkaufspreis beträgt 3,00 Euro (Schweiz Sfr 5,90).